# Pierre-Arnaud Raviart
Pierre-Arnaud Raviart (1939) é um matemático francês.
Obteve um doutorado em 1965 na Universidade de Paris, orientado por Jacques-Louis Lions, com a tese Sur l’approximation de certaines équations d’évolution linéaires et non linéaires.
Foi eleito membro corresponde da Académie des Sciences em 1994.
Foi palestrante convidado do Congresso Internacional de Matemáticos em Helsinque (1978).
Recebeu a Medalha Blaise Pascal em matemática de 2009.